# Armatoglyptes stirni
Armatoglyptes stirni is een rankpootkreeftensoort uit de familie van de Lithoglyptidae. De wetenschappelijke naam van de soort is voor het eerst geldig gepubliceerd in 1987 door Turquier.